# Listă de companii din județul Botoșani
Aceasta este o listă de companii din județul Botoșani:
- Electroalfa
- Electrocontact
- Elsaco Electronic Botoșani [1][2][3]
- Firmelbo Botoșani, producător de textile

- Serconf Botoșani, producător de confecții [4][5]

- Lonfil Botoșani, producătoare de fire tip "chenille" folosite în industria de țesături tehnice și îmbrăcăminte[6][7][8][9]

- Forma Botoșani, producător de tractoare [10][11][12][13][14]

- Danilux, deținătoarea lanțului de 13 magazine Fidelio [15][16][17][18]

- Doly-Com, producător de carne [19][20][21][22][23][24][25]

- Arca Botoșani, producător de cauciuc [26][27][28][29][30][31]

- Botoșani Shopping Center, centru comercial
- Uvertura Botoșani, centru comercial

Dorohoi
- Stipo, producător de sticlă

- Mindo (Minele Dorohoi) - www.mindo.ro [32][33][34]

- Conted, producător de confecții

- Caledonia Dorohoi, producător de ceramică [35]